# Doryopteris madagascariensis
Doryopteris madagascariensis är en kantbräkenväxtart som beskrevs av Tard. Doryopteris madagascariensis ingår i släktet Doryopteris och familjen Pteridaceae. Inga underarter finns listade.